# Saint-Jean-aux-Bois (Grand Est)
Saint-Jean-aux-Bois è un comune francese di 144 abitanti situato nel dipartimento delle Ardenne nella regione del Grand Est.

## Società

### Evoluzione demografica
Abitanti censiti